# 시빌 (영화)
《시빌》(프랑스어: Sibyl)은 2019년 개봉한 프랑스의 코미디 드라마 영화이다. 쥐스틴 트리예가 감독과 공동 각본을 맡았다. 제72회 칸 영화제(2019) 황금종려상 경쟁 후보작이다.

## 출연

### 주연
- 비르지니 에피라
- 아델 에그자르코풀로스

### 조연
- 가스파르 윌리엘
- 잔드라 휠러
- 닐스 슈네데르
- 로르 칼라미
- 폴 아미

## 기타
- 라인프로듀서: 마르칸토니오 보르게세
- 미술: 토마 바케니
- 의상: 비르지니 몽텔